# Gonimyrtea concinna
Gonimyrtea concinna är en musselart som först beskrevs av Hutton 1885.  Gonimyrtea concinna ingår i släktet Gonimyrtea och familjen Lucinidae. Inga underarter finns listade i Catalogue of Life.